# Chanteloup-les-Vignes
Chanteloup-les-Vignes ist eine französische Gemeinde mit 10.793 Einwohnern (Stand 1. Januar 2022) in der Region Île-de-France im Département Yvelines. Ihre Einwohner heißen Chantelouvais.

## Geographie
Ein Teil des Ortes ist vom Forêt de l’Hautil umgeben.
Der Ort liegt an der Bahnstrecke Paris–Mantes.

## Geschichte
Ein Teil des Films La Haine (Hass) von Mathieu Kassovitz wurde in der Cité de Noé gedreht, welche sich in Chanteloup-les-Vignes befindet.

## Sehenswürdigkeiten
Siehe: Liste der Monuments historiques in Chanteloup-les-Vignes

## Radsport
Von 1913 bis 1969 wurde in Chanteloup-les-Vignes das Radrennen Poly de Chanteloup ausgetragen. Der 1997 und 1998 ausgetragene Wettbewerb Polymultipliée de l’Hautil startete in Maurecourt und endete in Chanteloup-les-Vignes.